# Thérèse Brunnander
Maria Thérèse Brunnander, född 21 oktober 1963 i Uppsala, är en svensk skådespelare.

## Biografi
Brunnander är dotter till läkaren Erik Brunnander och Kerstin Rundkvist. Hon började sin skådespelarbana med studier vid Skara Skolscen 1982-1983 och tillsammans med några kamrater därifrån startade hon en fri teatergrupp i Kristianstad, Boulevardteatern, som var verksam 1983-1987. Hon fortsatte därefter sin teaterutbildning vid Teaterhögskolan i Stockholm 1987-1990  och efter ett kortare engagemang vid Folkteatern i Gävle tillhör hon sedan hösten 1991 Dramatens fasta ensemble.
Förlänad guldmedaljen Litteris et Artibus för konst och litteratur 6 juni 2015 av H.M. Konungen.

## Filmografi
- 1991 – Ingas metamorfoser
- 1998 – Rederiet (TV-serie)
- 1999 – c/o Segemyhr (TV-serie)
- 2000 – Tillsammans
- 2000 – Det grovmaskiga nätet
- 2000 – Trolösa
- 2002 – Utanför din dörr
- 2002 – Olivia Twist
- 2003 – De Drabbade (TV-serie)
- 2007 – Tatt av kvinnen
- 2013 – Allt faller (TV-serie)
- 2017 – Stig Wennerström – Spion i kallt krig (TV-serie)
- 2021 – Maria Wern – En orättvis  rättvisa (TV-serie)

## Teater

### Roller (ej komplett)
| År   | Roll                                            | Produktion                                                                | Regi                  | Teater                                                                                                  |
| ---- | ----------------------------------------------- | ------------------------------------------------------------------------- | --------------------- | --- |
| 1991 | Bruden Ingrid Böjgen Mumiebäraren Apio          | Peer Gynt Henrik Ibsen                                                    | Ingmar Bergman        | Dramaten                                                                                                |
| 1996 | Medverkande                                     | Kabaré… tre år kvar…                                                      | Lennart Hjulström     | Dramaten                                                                                                |
| 1999 | Roxane                                          | Cyrano de Bergerac Edmond Rostand                                         | Ronny Danielsson      | Dramaten                                                                                                |
| 2001 | Prim Spring, programmerare                      | Komisk talang (Comic Potential) Alan Ayckbourn                            | Agneta Ehrensvärd     | Dramaten                                                                                                |
| 2005 | Tant Brun Nyttoväxt Pyrola                      | Petter och Lotta och stora landsvägen Lucas Svensson efter Elsa Beskow    | Carolina Frände       | Dramaten                                                                                                |
| 2008 | Grete                                           | Svenskt landskap med kinesiska detaljer Lucas Svensson                    | Carolina Frände       | Dramaten                                                                                                |
| 2008 | Amanda Mannekängen                              | Drottningens juvelsmycke Carl Jonas Love Almqvist                         | Staffan Roos          | Dramaten                                                                                                |
| 2009 | Fru Ford                                        | Muntra fruarna i Windsor (The Merry Wives of Windsor) William Shakespeare | John Caird            | Dramaten                                                                                                |
| 2009 | Bessy Helen Fru Fairfax                         | Jane Eyre Charlotte Brontë                                                | Ellen Lamm            | Dramaten                                                                                                |
| 2010 | Vergilius Giotto                                | Inferno Peter Weiss                                                       | Nils Poletti          | Dramaten                                                                                                |
| 2012 | Portvakterskan                                  | Spöksonaten August Strindberg                                             | Mats Ek               | Dramaten                                                                                                |
| 2012 |                                                 | Titta livet! - en lek Lucas Svensson                                      | Ellen Lamm            | Dramaten                                                                                                |
| 2013 | Judith Grip                                     | Necronomicon H.P. Lovecraft                                               | Rikard Lekander       | Dramaten                                                                                                |
| 2014 | Silvana Freja                                   | ≈ [ungefär lika med] Jonas Hassen Khemiri                                 | Farnaz Arbabi         | Dramaten                                                                                                |
| 2015 | Gina Ekdal                                      | Vildanden Henrik Ibsen                                                    | Anna Pettersson       | Dramaten                                                                                                |
| 2015 | Silvana Freja                                   | ≈ [ungefär lika med] Jonas Hassen Khemiri                                 | Farnaz Arbabi         | Dramaten                                                                                                |
| 2015 | Abel                                            | Marodörer Hannes Meidal och Jens Ohlin                                    | Jens Ohlin            | Dramaten                                                                                                |
| 2016 | Kvinnan som stannar hemma Kvinnan i klocktornet | Falla ur tiden (Nofel michutz lazman) David Grossman                      | Suzanne Osten         | Dramaten                                                                                                |
| 2017 | Katrin Hulahu Blod Jägare Zebran Johnny         | Det blåser på månen (The Wind on the Moon) Eric Linklater                 | Ellen Lamm            | Dramaten                                                                                                |
| 2017 |                                                 | Ensam Alfhild Agrell                                                      | Jenny Andreasson      | Dramaten                                                                                                |
| 2018 | Ängeln                                          | Angels in America Tony Kushner                                            | Farnaz Arbabi         | Dramaten                                                                                                |
| 2018 |                                                 | Fenix Ann-Sofie Bárány                                                    | Suzanne Osten         | Dramaten                                                                                                |
| 2018 | Wagner                                          | Faust Jens Ohlin och Hannes Meidal                                        | Jens Ohlin            | Dramaten                                                                                                |
| 2019 | Gertrud                                         | Hamlet William Shakespeare                                                | Sofia Jupither        | Dramaten                                                                                                |
| 2020 | Gustav Vasa                                     | Gustav Vasa av August Strindberg Joakim Sten                              | Carolina Frände       | Strindbergs Intima Teater                                                                               |
| 2021 | Medverkande                                     | Liv Strömqvist tänker på sig själv Liv Strömquist och Ada Berger          | Ada Berger            | Dramaten                                                                                                |
| 2022 | 8                                               | Solitaire Lars Norén                                                      | Sofia Adrian Jupither | Dramaten/ Uppsala stadsteater/ Folkteatern, Göteborg/ Riksteatern/ Svenska Teatern/ Den Nationale Scene |
| 2022 |                                                 | Galileis liv (Leben des Galilei) Bertolt Brecht och Margarete Steffin     | Carolina Frände       | Dramaten                                                                                                |
| 2023 |                                                 | Konspiration Erik Uddenberg                                               | Suzanne Osten         | Dramaten                                                                                                |
| 2023 | Mormor                                          | Den stora skrivboken (Le grand cahier) Ágota Kristóf                      | Sofia Jupither        | Dramaten                                                                                                |
| 2025 |                                                 | Fem scener Norén Lars Norén                                               | Markus Öhrn           | Dramaten                                                                                                |

## Priser och utmärkelser
- 2014 – O'Neill-stipendiet
- 2015 – Litteris et Artibus

### Fotnoter
1. ↑  Thérèse Brunnander, Kungliga Dramatiska Teatern, läs online, läst: 25 november 2019.[källa från Wikidata]
2. ↑  Sveriges befolkning
1990:
Brunnander, Maria Thérése
3. 1 2  ”Thérèse Brunnander”. Svensk Filmdatabas. http://www.sfi.se/sv/svensk-filmdatabas/Item/?type=PERSON&itemid=250172&ref=%2ftemplates%2fSwedishFilmSearchResult.aspx%3fid%3d1225%26epslanguage%3dsv%26searchword%3dTh%C3%A9r%C3%A8se+Brunnander%26type%3dPerson%26match%3dBegin%26page%3d1%26prom%3dFalse. Läst 18 februari 2013.
4. ↑  ”Avgångsklassen 1990”. Stockholms dramatiska högskola. http://www.stdh.se/vara-studenter/skadespeleri/tidigare-studenter/studenter-1990-1999/avgangsklassen-1990. Läst 24 maj 2013.